# Isaac Sharry
Isaac Sharry, né le 8 février 1968 à Fès (Maroc), est un acteur et producteur de cinéma français.

## Biographie
Né à Fès au Maroc en 1968, de son vrai nom Isaac Charbit, il y grandit et s'envole pour Paris à l'âge de 12 ans.
Il étudie à Strasbourg où il prend goût au théâtre. Passionné de cinéma depuis l'enfance, il trouve un petit rôle dans Un monde sans pitié, qui lui confirme sa vocation de comédien. Il suit alors des cours au théâtre-école de Montreuil, puis à l'école de théâtre de la rue Blanche.
En 1996, il obtient un rôle dans La Vérité si je mens !. En 2006 il crée Vito Films, une société de production. En 2009, Vito Films sort son premier film, Neuilly sa mère !. C'est un succès avec plus de 2,5 millions d'entrées.
En 2011, Isaac Sharry engage sa société de production Vito Films  pour sa première production en solo, se lance dans un projet fou et produit Les Seigneurs, une comédie réalisée par Olivier Dahan avec José Garcia, Franck Dubosc, Gad Elmaleh, Joey Starr, Omar Sy et Ramzy Bedia pour 18 millions d'euros, puis en 2018 la suite de Neuilly Sa mère, Neuilly sa mère, sa mère !.
Isaac Sharry passe de films populaires aux films d'auteurs comme Je compte sur vous de Pascal Elbé ou le premier film de Jeanne Balibar, Merveilles à Montfermeil et encore La Ritournelle de Marc Fitoussi.

## Filmographie

### Comme producteur
- 2009 : Neuilly sa mère ! de Gabriel Julien-Laferrière
- 2012 : Les Seigneurs d'Olivier Dahan
- 2014 : La Ritournelle de Marc Fitoussi
- 2015 : Je compte sur vous de Pascal Elbé
- 2016 : La Marcheuse de Naël Marandin
- 2019 : Paradise Beach de Xavier Durringer
- 2019 : Merveilles à Montfermeil de Jeanne Balibar
- 2022 : Reste un peu de Gad Elmaleh
- 2022 : Les Cyclades de Marc Fitoussi
- 2023 : Cléo, Melvil et Moi d'Arnaud Viard
- 2024 : Paradis Paris de Marjane Satrapi
- 2024 : Fêlés de Christophe Duthuron

### Comme acteur
- 1989 : Un monde sans pitié d'Éric Rochant
- 1993 : L'Honneur de la tribu de Mahmoud Zemmouri: Akli
- 1996 : Salut cousin ! de Merzak Allouache
- 1997 : La Vérité si je mens ! de Thomas Gilou
- 1997 : Le ciel est à nous de Graham Guit : Sammy
- 1998 : Les Kidnappeurs de Graham Guit : Ulysse
- 1998 : Déjà mort : Alain
- 1999 : Voyages
- 2000 : Cours toujours : Paco
- 2001 : Le Petit Poucet : soldat
- 2001 : Les Déracinés (téléfilm) : René Seban
- 2001 : La Vérité si je mens ! 2 : Miro
- 2002 : Le Raid : l'émir
- 2003 : Osmose : Le jaloux violent
- 2003 : Chouchou : Serveur salon de thé
- 2003 : Le Pacte du silence : Morel
- 2005 : Les Mauvais Joueurs : Toros
- 2007 : L'Âge d'homme... maintenant ou jamais !
- 2009 : Tu n'aimeras point : Mordechai
- 2009 : La Première Étoile : Gérant magasin de ski
- 2009 : Le Premier Cercle : Rudy
- 2009 : Coco : Isaac
- 2009 : Tellement proches : Homme hôpital énervé
- 2011 : La Vérité si je mens ! 3 : Isaac
- 2014 : Qu'est-ce qu'on a fait au Bon Dieu ? : le rabbin
- 2015 : Je compte sur vous : l'associé